# Baltika Cup 1997
Baltika Cup 1997 byl turnaj ze série Euro Hockey Tour. Hokejový turnaj byl odehrán od 17. do 21. prosince 1997 v Moskvě.

## Výsledky a tabulka
|    |         | CZE   | RUS   | FIN    | SWE     | V | R | P | Skóre | B |
| 1. | Česko   | Česko | 7:1   | 4:4    | 6:6     | 1 | 2 | 0 | 17:11 | 4 |
| 2. | Rusko   | 1:7   | Rusko | 2:1    | 0:0     | 1 | 1 | 1 | 3:8   | 3 |
| 3. | Finsko  | 4:4   | 1:2   | Finsko | 3:1     | 1 | 1 | 1 | 8:7   | 3 |
| 4. | Švédsko | 6:6   | 0:0   | 1:3    | Švédsko | 0 | 2 | 1 | 7:9   | 2 |

 Česko -  Finsko 4:4 (2:0, 1:2, 1:2)
17. prosince 1997 - Moskva

Branky  Česko: 6. Milan Hejduk, 17. Jan Alinč, 35. Pavel Patera, 57. David Moravec

Branky  Finsko: 31. Varvio, 39. Ch. Ruuttu, 44. Varvio, 56. Saarinen.

Rozhodčí: Radbjer (SWE) – Zacharov, Šeljanin (RUS)

Vyloučení: 4:4 (1:2)

Diváků: 750
Česko: Čechmánek – Vykoukal, Kučera, Kántor, Srdínko, L. Procházka, Kaberle, Špaček, Benýšek – Ujčík, Růžička, Hlaváč – Moravec, Dopita, Beránek – Hejduk, Patera, Výborný, Bělihlav, Alinč, Vlasák.
Finsko: Tammi – Strönberg, Saarinen, Karalahti, Timonen, Lydman, Niemi, Kakko – Varvio, Helminen, Peltonen – Ch. Ruuttu, Tuomainen, J. Ruuttu – Alatalo, Törmanen, Ikonen – Pirjetä, Sahlstedt, Kallio.

 Rusko -  Švédsko 0:0
17. prosince 1997 - Moskva

 Švédsko -  Česko 6:6 (3:4, 3:1, 0:1)
18. prosince 1997 - Moskva

Branky  Švédsko: 5. Huusko, 13. Nord, 14. Lindqvist, 28. Johnsson, 30. Nördström, 32. Kjellberg.

Branky  Česko: 9. Radek Bělohlav, 10. Libor Procházka, 10. Radek Bělohlav, 10. David Moravec, 23. Josef Beránek, 59. Jiří Dopita

Rozhodčí: Vajsfeld – Zacharov, Šeljanin (RUS)

Vyloučení: 6:5 (1:1)

Diváků: 500
Česko: Prusek (30. Čechmánek) – Špaček, Kučera, Vykoukal, Benýšek, L. Procházka, Kaberle, Srdínko – Ujčík, Růžička, Bělohlav – Moravec, Dopita, Beránek – Hejduk, Patera, Výborný – Čaloun, Alinč, Vlasák.
Švédsko: Forsberg (10. Eriksson) – Merzig, Nord, D. Johansson, Johnsson, Tornberg, H. Jonsson – Hakansson, Kjellberg, Lindqvist – Mat. Johansson, Thuresson, Sundblad – Westlund, Nordström, A. Huusko – Burström, Pahlsson, Salonen.

 Finsko -  Rusko 1:2 (0:1, 0:0, 1:1)
19. prosince 1997 - Moskva

 Finsko -  Švédsko 3:1 (1:0, 2:0, 0:1)
20. prosince 1997 - Moskva

 Česko -  Rusko 7:1 (0:0, 7:1, 0:0)
20. prosince 1997 - Moskva

Branky  Česko: 22. Pavel Patera, 25. David Moravec, 27. a 30. Vladimír Růžička, 36. Viktor Ujčík, 38. David Moravec, 39. Jan Čaloun

Branky  Rusko: 34. Petrenko

Rozhodčí: Müller (GER) – Zacharov, Bulnov (RUS)

Vyloučení: 8:8 (2:1)

Diváků: 5 700 diváků
Česko: Čechmánek – Špaček, Kučera, Vykoukal, Benýšek, L. Procházka, Srdínko – Ujčík, Růžička, Bělohlav – Moravec, Dopita, Beránek – Hejduk, Patera, Výborný – Čaloun, Alinč, Hlaváč.
Rusko: Podomackij (30. Ševcov) – Žukov, Sobolev, Chavanov, Gribko, Fokin, Skopincev, Petročinin, Jerofejev – Prochorov, Gorškov, Prokopjev – Petrov, Samylin, O. Bělov – Petrenko, Barkov, Charitonov – Kuděrmětov, Čupin, Sarmatin.

### Finále
Česko –  Rusko 	1:0 (1:0, 0:0, 0:0)
21. prosince 1997 - Moskva

Branka  Česko: 17. Jiří Dopita

Branka  Rusko: nikdo

Rozhodčí: Müller (GER) – Kozlov, Poljakov (RUS)

Vyloučení: 5:4 + Čupin na 5 min a do konce utkání.

Diváků: 6 200
Česko: Čechmánek – Špaček, Kučera, Kántor, Srdínko, L. Procházka, Kaberle, Vykoukal, Benýšek, Ujčík, Růžička, Bělohlav – Moravec, Dopita, Beránek – Hejduk, Patera, Hlaváč – Čaloun, Alinč, Vlasák – Výborný.
Rusko: Podomackij – Fokin, Skopincev, Petročinin, Jerofejev, Žukov, Sobolev, Chavanov, Gribko – Petrov, Barkov, Petrenko – Kuděrmětov, Čupin, Sarmatin – Prochorov, Gorškov, Prokopjev – Samylin, O. Bělov, Charitonov.

### O 3. místo
Švédsko –  Finsko	2:1 (0:0, 2:0, 0:1)
21. prosince 1997 - Moskva

## Statistiky

### Nejlepší hráči
| Pozice  | Hráč              |
| ------- | ----------------- |
| Brankář | Pasi Kuivalainen  |
| Obránce | Dmitrij Jerofejev |
| Útočník | Jiří Dopita       |

### Kanadské bodování
| Poř. | Kanadské bodování | Branky | Přihrávky | Body |
| ---- | ----------------- | ------ | --------- | ---- |
| 1.   | David Moravec     | 4      | 1         | 5    |
| 2.   | Jiří Dopita       | 1      | 4         | 5    |
| 3.   | Josef Beránek     | 1      | 3         | 4    |